# Ковровы (деревня)
Ковровы — деревня в Котельничском районе Кировской области в составе Биртяевского сельского поселения.

## География
Располагается на расстоянии примерно 5 км на северо-восток по прямой от райцентра города Котельнич на правом берегу реки Вятка.

## История
Была известна с 1671 года как деревня Игнашки Плешкова с одним двором. В 1764 году уже Плешковская 2-я с 45 жителями. В 1873 году здесь (Плешковская 2-я, или Ковровы) отмечено восемь дворов и 88 жителей.
В 1905 году 18 дворов и 121 житель, в 1926 году (Ковровы, или Плешковская 2-я) 20 дворов и 114 жителей, в 1950 году 22 двора и 87 жителей, в 1989 году оставалось 13 человек. Настоящее название утвердилось с 1939 года.

## Население
Постоянное население составляло 3 человека (русские 100 %) в 2002 году, 2 в 2010 году.